# 萨蒂延·格纳纳塞卡兰
萨蒂延·格纳纳塞卡兰（Sathiyan Gnanasekaran，1993年1月8日—），印度男子乒乓球运动员，2018年亚洲运动会男子团体铜牌得主、2021年亚洲乒乓球锦标赛男子团体和男子双打铜牌得主、2023年亚洲乒乓球锦标赛男子团体铜牌得主。